# Болотов Олександр Олександрович
Олександр Олександрович Болотов (нар. 3 листопада 1974) — український футболіст, захисник.

## Життєпис
Вихованець роменської ДЮСШ. Дорослу футбольну кар'єру розпочав у складі місцевого «Електрона», який виступав у змаганнях КФК. Наступного року перебрався в «Автомобіліст». Дебютував у футболці сумського колективу 23 лютого 1992 року в програному (0:2) виїзному поєдинку 1/16 фіналу кубку України проти стахановського «Вагонобудівника». Олександр вийшов на поле в стартовому складі, а на 55-й хвилині його замінив Сергій Горкаєв. Учасник першого розіграшу чемпіонату України серед команд першої ліги. Дебютував у першій лізі 17 березня в поєдинку проти севастопольської «Чайки», а першим голом у професіональній кар'єрі відзначився 31 березня 1992 року у воротах чортківського «Кристалу». З 1993 по 1997 рік грав за аматорські колективи «Аверс» (Бахмач), «Електрон» (Ромни) та «Слов'янець» (Конотоп)
У 1997 році у складі «Слов'янця» виступав у Другій лізі. За підсумками сезону 1997/98 років конотопський колектив повернувся до аматорського чемпіонату України, де Олександр відіграв ще півроку. Під час зимової перерви сезону 1998/99 років перейшов у «Нафтовик». Після цього по одному сезоні провів у «Яворі-Суми», «Фрунзенеці-Ліга-99» та «Поділля» (Хмельницький).
Напередодні старту сезону 2002/03 років перейшов у «Поліграфтехніку». Дебютував у футболці олександрійського клубу 10 серпня 2002 року в переможному (2:0) виїзному поєдинку 1/32 фіналу кубку України проти рівненського «Вереса». Рлександр вийшов на поле на 82-й хвилині, замінивши Володимира Мазяра. У Вищій лізі дебютував 18 серпня 2002 року в програному (1:5) виїзному поєдинку 7-о туру проти київського «Арсеналу». Болотов вийшов на поле на 70-й хвилині, замінивши Олексія Городова. У серпні 2002 року провів 3 матчі в складі «Поліграфтехніки», 1 — у чемпіонаті та 2 — у національному кубку. Після цього за олександрійську команду не грав, а під час зимової перерви сезону 2002/03 років залишив «Поліграфтехніку» та повернувся до «Спартака». У сумському клубі зіграв ще два неповних сезони.
З 2006 по 2016 рік грав за «Шахтар» (Конотоп). Завершив кар'єру футболіста 2017 року в аматорському колективі «Колос» (Конотопський район).